# Мумія на Східному Експресі
«Мумія на Східному Експресі» (англ. Mummy on the Orient Express) — восьмий епізод восьмого сезону поновленого у 2005 році британського науково-фантастичного телесеріалу «Доктор Хто». Перша трансляція відбулася 11 жовтня 2014 року в ефірі телеканалу BBC One. Сценарій написав Джеймі Метісон, а режисером виступив Пол Вілмшерст.
У даному епізоді дванадцяте втілення іншопланетного авантюриста і мандрівника у часі Доктора (грає Пітер Капальді), що подорожує разом зі своєю супутницею Кларою Освальд (грає Дженна Коулман) на живому кораблі TARDIS, потрапляє на борт космічного поїзду, де розслідує загибель пасажирів, які перед своєю смертю бачать таємничу мумію, не помічену ніким і ніколи раніше.
Епізод отримав позитивні відгуки від критиків.

## Сюжет
Клара готова вирушити в останню мандрівку. Вона дозволяє Дванадцятому Доктору приземлитися на борт космічного потяга, створеного за зразком Східного Експресу. Невідомо для Клари, комп’ютер поїзда Ґас заманював сюди Доктора, разом з багатьма іншими вченими. Вони дізнаються про смерть літньої місіс Пітт після того, як вона стала свідком мумії, яку не бачив жоден інший пасажир, що викликає у Доктора цікавість. Доктор виявляє смерть місіс Пітт і подібну смерть у поїзді, що сталася рівно 66 секунд після того, як поблизу блимали вогні; це випливає з легенди про надприродну істоту, яку називають Провісником.

Провісник і його саркофаг, показаний на виставці реквізиту серіалу Doctor Who Experience

Коли Доктор висловлює підозру щодо кількості зібраних вчених, фасад Східного Експресу зникає, виявляючи лабораторію. Ґас інформує пасажирів, які зараз вивчають Провісника, аби вони переробили будь-яку технологію, яку використовує мумія. Клара, разом з внучкою місіс Пітт, Мейсі, знаходить у вантажному відділі саркофаг, призначений для утримування Провісника.
Професор Мурхаус та капітан Квелл — наступні цілі, яких убиває Провісник. Доктор і головний інженер Перкінс визначають, що мумія висмоктує енергію зі своїх жертв, використовуючи технологію зсуву фаз. Перкінс також визначає, що жертви були медично найслабшими в поїзді. Коли Перкінс говорить, що Мейсі, ймовірно через свою травму, є наступною жертвою, Клара доставляє її до лабораторії. Мейсі бачить Провісника і Доктор швидко звертається до її спогадів, щоб обдурити і націлити мумію натомість на себе. За 66 секунд Доктор успішно ідентифікує Провісника як видозміненого солдата давньої війни та пропонує здатися, тому що війна закінчилася. Провісник, нарешті звільнений від виконання своїх обов'язків, віддає Докторові військовий салют, а опісля розсипається на пил.
Доктор евакуює Клару і пасажирів поїзду до TARDIS за допомогою пристрою Провісника, щоб приземлитися на сусідню планету. Він каже Кларі, що намагався зламати Ґаса, аби дізнатися хто зібрав усіх на борту Східного Експресу, але Ґас активував самознищення, щоб приховати правду. Доктор пояснює, що іноді єдиним вибором є поганий вибір. Денні Пінк телефонує Кларі, щоб запитати, чи попрощалась вона з Доктором. Коли закінчила дзвінок, вона бреше Докторові, що Денні приймає продовження її подорожей з Доктором.

## Виробництво

### Кастинг
Крістофер Віллірс раніше знімався у класичній серії Демони короля (1983), а Джанет Генфрі раніше з'явилася у Проклятті Фенріка (1989). Френк Скіннер вважає себе неабияким фанатом шоу і раніше з'явився в пародійному фільмі-спецвипуску «(Майже) П'ять Докторів. Ребут» (2013).

### Зйомки
Читання сценарію «Мумії на Східному Експресі» відбулася 1 травня 2014 року. Зйомки тривали з 20 травня до 10 червня того ж року. Епізоду здебільшого був студійним у плані фільмування, але сцена з Доктором і Кларою на планеті була знята в Лімпертській бухті, що у Долині Гламорган.

## Трансляція епізоду та відгуки
Рейтинги за ніч показують, що цей епізод переглянули 5,08 мільйонів глядачів, 22,1 % частки наявної аудиторії та третя програма за показником переглядів за ніч. Епізод переглянули 7,11 мільйона глядачів за підсумковими даними. На BBC America цей епізод побачили 0,97 мільйона глядачів.

### Сприйняття
Епізод отримав позитивні відгуки і йому був присвоєний індекс оцінки 85, найбільший серед серій восьмого сезону.
Оглядач The Guardian Ден Мартін позитивно ставився до епізоду і похвалив Провісника, сказавши: «Нарешті, належний новий страшний монстр, що заведе нас за диван», подібного йому не вистачало у серіях восьмого сезону. Він назвав це «тріумфом виробничого дизайну, що відповідає фантазії» і похвалив сценариста епізоду Джеймі Метісона за поєднання «крутих монстрів» та «незграбної динаміки TARDIS». Однак він стверджував, що відчув себе «розчарованим» після розкриття справжньої природи монстра. Бен Лоуренс з The Daily Telegraph позитивно ставився до епізоду і присвоїв йому чотири зірки з п'яти. Він високо оцінив стиль епізоду та його здатність зробити глядача його частиною: «як глядач ви відчули себе підбитим у вузьких коридорах поїзда, переслідуваним невидимою істотою, яка може нанести удар у будь-який момент». Він вважав, що Френк Скіннер «почав добре» як Перкінс, але більш вражаючим для оглядача був Девід Бамбер з його «поважним» виконанням ролі капітана Квелла, і високо оцінив розвиток відносин між Доктором і Кларою.
Морган Джеффрі з Digital Spy похвалив цей епізод, давши йому чотири зірки з п'яти. Він високо оцінив хімію Пітера Капальді та Дженни Коулман, сказавши, що вони «залишаються абсолютно магнітною парою на екрані», називаючи фінальну сцену в TARDIS і на пляжі «магією». Він відчув, що проблематикою епізоду було рішення триматись на віддалі чи ні. Він позитивно ставився до «справжньої любові Скіннера до «Доктора Хто», актор «практично світиться весь час» і назвав його «прихильною заміною» для Клари в епізоді. Він зазначив, що, разом з попередньою серією «Вбити Місяць», «Мумія на Східному Експресі» — це «радість», «з відмінним виробничим дизайном та низкою ідеально продуманих ролей, що все-більш наближує до створення феєричної атмосфери», і вважав, що у серій «чудовий настрій», схильний до «старовинного «Доктора Хто». Тім Лію, пишучи для Metro, позитивно відізвався про мумію, називаючи її «ще однією сильною окремою історією. (...) Костюми періоду допомогли створити виразні вигляд і почуття, муміфікований Провісник був добре зрозумілий і повторення використання 66-секундного зворотного відліку годинника ввели справжнє відчуття темпу та небезпеки». Ніла Дебнат із The Independent похвалила запрошених зірок Foxes і Френка Скіннера, кажучи, що останній «зриває дах». Вона залишалася критичною до Клари, стверджуючи, що «її погано задуманому і написаному персонажеві не вдається зачарувати», незважаючи на похвалу гри Коулман. В цілому вона відчула, що епізод це — «чудова хитрість у відкритому космосі».
Юен Спенс позитивно відгукнувся про епізод у Forbes. Він високо оцінив «фантастичний основний принцип» сюжету. Однак він був розчарований хронометражем, вважаючи, що ще п'ять хвилин пішли тільки б на користь, посилаючись на деякі деталі, які можна було б вивчити далі, зокрема втечу з поїзда. Він похвалив гру акторів, зазначаючи, що «Доктор заражає виступ Капальді. Спираючись на свою любов до серіалу, я міг бачити, як ролі впливали на багатьох попередніх акторів» і похвалив розвиток відносин Доктора і Клари. Він назвав сценарій Метісона «вражаючим дебютом». Аласдер Вілкінс з The A.V. Club присвоїв епізоду ідеальну оцінку «А». Він сказав: «Коли настане час написати остаточний огляд Дванадцятого Доктора — і, сподіваємось, нам не потрібно буде це робити ще трохи, «Мумія на Східному Експресі» стане великим. Цей епізод є тріумфом для Пітера Капальді». Він додав, що це «останній чудовий епізод у сильному сезоні» і що «гра Пітера Капальді достатня сама по собі, щоб підняти цю історію до класичного статусу, але сценарій Джеймі Метісона надає йому відмінну підтримку».

## Цікаві факти
- Питання «Ти моя матуся?» є відсиланням на епізоди «Порожня дитина» / «Доктор танцює» (2005) за участю Дев'ятого Доктора. Десятий Доктор також повторює питання в серії «Отруєне небо» (2008).[1]
- Доктор зізнається Кларі, що таємнича сила, яка спокусила його прибути на Східний Експрес, «навіть зателефонувала в TARDIS», згадуючи фінальну сцену «Великого вибуху» (2010), де Одинадцятий Доктор відповідає на дзвінок, що розказує про «єгипетську богиню», загублену на Східному Експресі у космосі.[1]
- Доктор пропонує професорові Мурхавсу скуштувати желейних цукерок Jelly Babies. Це традиція поновленого серіалу, що віддає пошану минулим втіленням Доктора, зокрема четвертому у виконанні Тома Бейкера.[1]
- Денні Пінк говорить Кларі, що Доктор «не твій бойфренд». Це ж казав сам Доктор у кінці першого епізоду цього сезону «Глибокий вдих».[18]